# Strășeni
Strășeni este un municipiu din partea centrală a Republicii Moldova, reședința raionului cu același nume. În 2008 avea o populație de 18.311 locuitori și suprafață de 60,82 km². (20.800 locuitori  la 1 ianuarie 2018).
Ziua orașului este celebrată la 27 octombrie. Este situat în valea râului Bâc, lângă pădurile cunoscute sub numele „Codri”.

## Geografie
Orașul Strășeni este situat la 23 km de Chișinău, în direcția nord-vest, pe malul râului Bâc. Orașul este amplasat în regiunea de codri a Moldovei.
Suprafața totală a orașului Strășeni este de 60,82 km², dintre care circa 1 156 ha sunt terenuri cu destinație agricolă.  Relieful este format din coline, versanți, văi și câmpii.
Clima este temperat–continentală. Temperatura medie de iarnă este de 6, –7 °C, iar temperatura medie de vară este de 35,5 °C.

### Resurse naturale

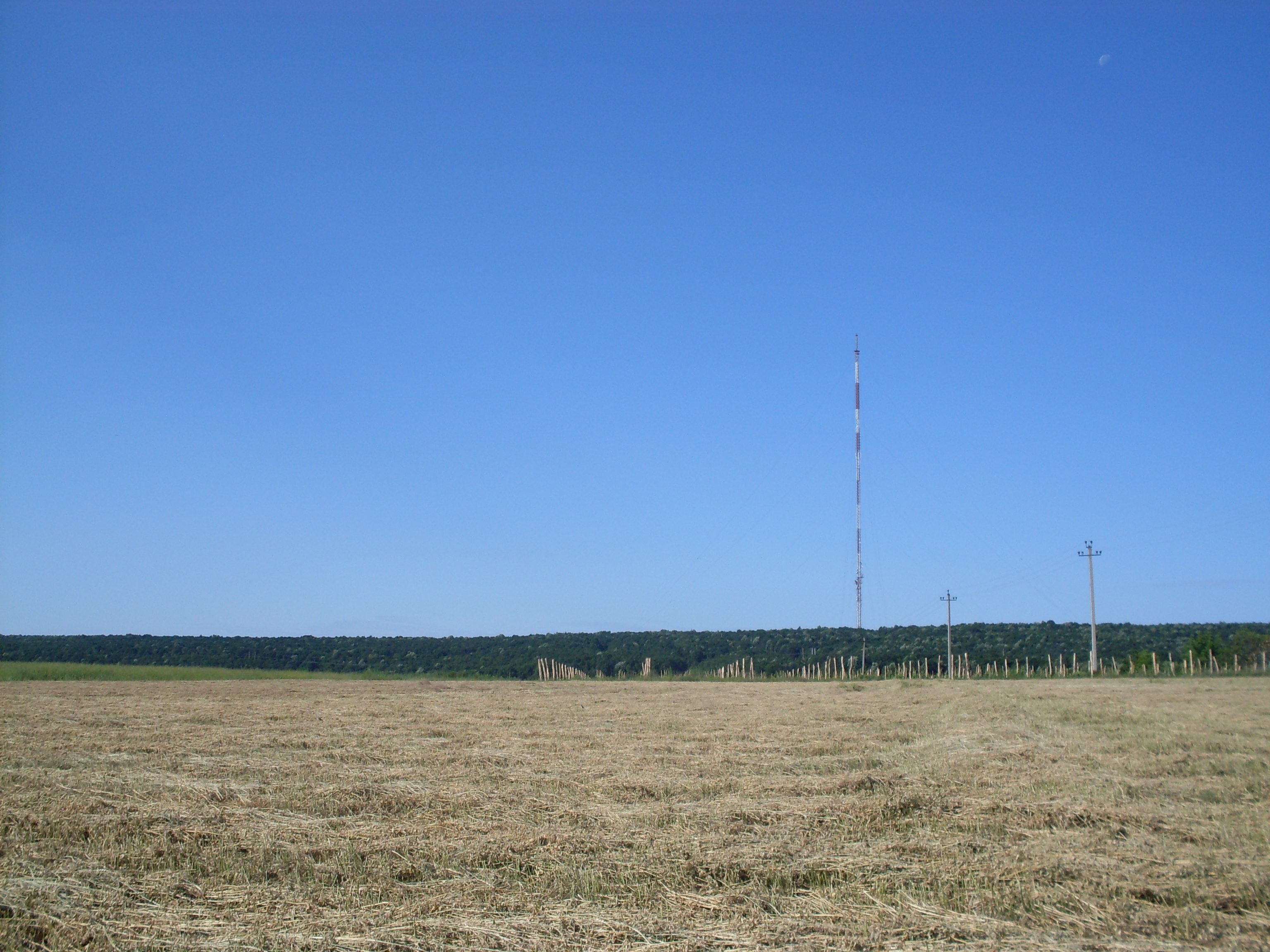
Pășuni și vii în împrejurimile orașului

Suprafața totală a orașului Strășeni este de 6082 ha, dintre care circa 1586 ha sunt terenuri cu destinație agricolă. Strășeni este una din puținele localități din republică unde ponderea terenurilor fondului silvic este foarte impunătoare și constituie circa 40% sau 2.340  ha. Resursele acvatice ale orașului sunt de 180 ha și sunt formate din suprafața râului Bâc 7,11 ha, 5 iazuri cu o suprafață de 18 ha și mlaștini protejate.
Cartierele Strășeniului sunt: Fundătura, Podul Volocii, Centru, Aleea Plopilor, Podișul, Satu Nou.

### Floră și faună
Pădurile situate la N-E-ul orașului, ocupă 40% din terenurile fondului silvic al țării. Acestea cuprind o vastă varietate de arbori: stejari, tei, ulmi, arțari, carpeni, plopi etc.; animale: bursucul, veverița, mistrețul, căprioara, vulpea, cerbul etc.; specii de păsări: grangurul, privighetoarea, mierla, pițigoiul, ciocănitoarea, cucul și plante: viorele, brebenei, leurda, toporași, ghiocei, lăcrămioarele.
Pe coline se cultivă viță de vie, pe versanți — pomi fructiferi: meri, pruni, caiși, piersici, nuci, cireși, vișini. Pe văi se cultivă legume: roșii, castraveți, vinete, ceapă, ardei dulci, varză etc. Pe câmpuri se cultivă grâu, porumb, floarea-soarelui, orz, secară, ovăz.
Dintre animale se cresc ovine, bovine, porcine, canine, iar dintre păsări: pui, rațe, gâște, curci.

## Istorie
Satul cu această denumire e menționat documentar ca sat la 20 martie 1554, când Alexandru Voievod, domnul Moldovei, confirmă mănăstirii Pobrata o jumătate de moșie pe care călugării o aveau în dar de la jupâneasa Frățiman cu satul Curluceni:
„1554 (7062) Martie 20.

Uric de întăritură dela Alexandru vodă din văleat 7062, întru care scrie că domnia sa au întărit a sa sfântă rugă, mănăstirea Pobrata, cu toate satele câte ascultă de acea sfântă mănăstire, trei sate pe Pobrata, anume: Negomireștii și Iurceștii și Bodiștii și cu moară, ca să fii sfintei mănăstiri drepte ocini și moșii în veci. Iar hotarul lor, pe hotarul vechiu.

... [sunt enumerate mai multe sate]

Așijderea dăm și întărim sfintei mănăstiri, după uricul ce au dela moșul domniei mele Ștefan voievod, ca nimeni din ispravnici să nu umble prin satele mănăstirii, nici globnici, nici pripășari. Și de s’ar întâmpla vreo gâlceava, ori mare, ori mică, înaintea egumenului să vie.

Și două sate la Siretiu, Părtănoșii și Negoeștii, cu acte dela unchiul domniei mele Petru voievod. Tot așa, Curlucenii dela ținutul Lăpușnei, care acel [loc lipsă] sat l-au dat sfintei mănăstiri soacra lui Frățiman pârcălabul, pentru sufletul ei. Apoi jumătate din Strășani, tot de acolo, pre care l-au dat giupâneasa lui Frățiman, pentru sufletul ei. ...”
În studiu bibliografic „Localitățile Moldovei în documente și cărți vechi" publicat de Vladimir Nicu, este scris greșit anul 1545, în loc de 1554 indicat în toate sursele citate.
La 4 iulie 1774 îl aflăm în stăpânirea mănăstirii Frumoasa, cu 84 de gospodării cu răzeși și mazili. Orașul avea 2 preoți, biserica a fost construită în anul 1785, alături de alta veche. Sat mare și frumos, în anul 1870 aici erau 596 gospodării, 1840 bărbați și 1110 femei. Gospodarii țineau prisăci, vii și livezi frumoase, erau lemnari, tâmplari vestiți. La 6 ianuarie 1873 zemstva județeană trimite la  Strășeni primul medic cu studii superioare, pe doctorul Feodor Constantinovichi Scordeli. La 1 iulie 1877 satul avea o bibliotecă sătească, iar în anul 1910  avea 2 școli și o biserică.
Din spusele celui mai bătrân locuitor din oraș I. Țurcanu în vârstă de 98 de ani, care a auzit din mărturisirile bunicului său, că undeva pe dealul Coșnei, un oarecare Teofan, străjer, a construit o casă în care stăteau străjerii ce vegheau Chișinăul. Cu toți străjerii conducea însăși Teofan. Odată cu apariția localității, de la cuvântul străjeri s-a tras toponimul Strășeni.
Localitatea, începând cu a doua jumătate a sec. XX, s-a dezvoltat intens, devenind un centru industrial important din republică.

## Demografie

### Structura etnică
Structura etnică a orașului conform recensământului populației din 2004:
| Grup etnic | Populație | % Procentaj |
| ---------- | --------- | ----------- |
| Moldoveni  | 16.656    | 90,92%      |
| Ruși       | 966       | 5,27%       |
| Ucraineni  | 498       | 2,72%       |
| Bulgari    | 57        | 0,31%       |
| Găgăuzi    | 34        | 0,18%       |
| Alții      | 109       |             |
| Total      | 18.320    | 100%        |

### Structura lingvistică
Structura lingvistică de Strășeni în anul 2014:
| Limba            | Numărul de vorbitori | Procent |
| ---------------- | -------------------- | ------- |
| limba română     | 16.296               | 88.68%  |
| limba rusă       | 1107                 | 6.02%   |
| limba bulgară    | 5                    | 0.02%   |
| limba ucraineană | 16                   | 0.08%   |
| limba găgăuză    | 1                    | 0.005%  |
| Altă limbă       | 65                   | 0.35%   |
| Bilingvi         | 886                  | 4.82%   |
| Numărul total    | 18.376               | 100%    |

## Economie

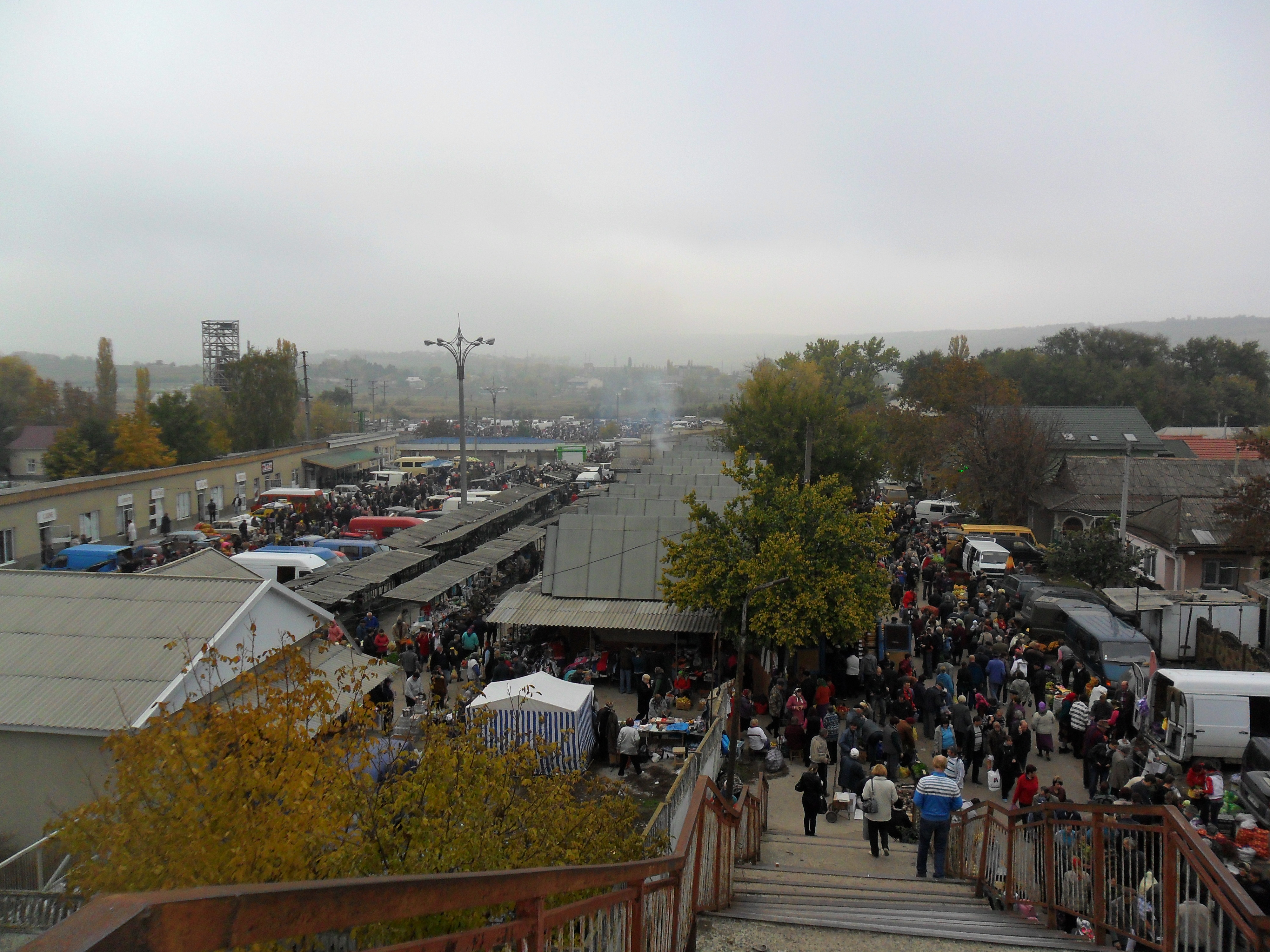
Târgul din Strășeni este organizat în fiecare duminică

În orașul Strășeni sunt înregistrați circa 2780 agenți economici, dintre care cel mai mare număr îl constituie gospodăriile țărănești – 1.590. Întreprinderile cu dreptul de persoane juridice alcătuiesc 305 unități. Un loc de frunte ocupă industria alimentară, mai ales cea vinicolă. Strășeniul se bucură de un spectru bogat al celor mai bune soiuri de poamă europeană: Aligote, Pinot, Cabernet, Isabelle, Riesling de Italia, coniacuri, din care se obține șampanie, vinuri seci ordinare și dulci de calitate superioară și sucuri naturale. Partea industrială a orașului este amplasată în regiunea de nord-vest a orașului și este despărțită de sectorul locativ prin calea ferată. Punctul de vinificație, secția de cărămidă a fabricii de materiale de construcție se află în partea de nord a orașului. În domeniul comerțului activează 96 întreprinderi, sistemul de alimentație publică este format de 25 întreprinderi. Deservirea socială este asigurată de 17 unități de deservire.
În oraș activează filiale ale 3 bănci comerciale și ale 2 companii de asigurare.
Este dezvoltată producția de vinuri: . Se produc conserve din fructe și legume și produse de panificație. Fabrica materialelor de construcție produce țiglă roșie, faianță.
La 6 km spre sud-vest funcționează antena TV de lângă Strășeni.

## Administrație și politică
Primarul orașului Strășeni este Valentina Casian⁠(d) (independent), aflată la al patrulea mandat din noiembrie 2023.
Componența Consiliului local Strășeni (23 de consilieri), ales la 5 noiembrie 2023, este următoarea:
|  | Partid                                        | Consilieri | Componență | Componență | Componență | Componență | Componență | Componență | Componență | Componență | Componență | Componență |
|  | --------------------------------------------- | ---------- | ---------- | ---------- | ---------- | ---------- | ---------- | ---------- | ---------- | ---------- | ---------- | ---------- |
|  | Partidul Acțiune și Solidaritate              | 10         |            |            |            |            |            |            |            |            |            |            |
|  | Partidul Socialiștilor din Republica Moldova  | 3          |            |            |            |            |            |            |            |            |            |            |
|  | Candidat independent VIOREL FURDUI            | 1          |            |            |            |            |            |            |            |            |            |            |
|  | Partidul Liberal Democrat din Moldova         | 1          |            |            |            |            |            |            |            |            |            |            |
|  | Candidat independent ION ȚURCAN               | 1          |            |            |            |            |            |            |            |            |            |            |
|  | Partidul Dezvoltării și Consolidării Moldovei | 1          |            |            |            |            |            |            |            |            |            |            |
|  | Partidul Nostru                               | 1          |            |            |            |            |            |            |            |            |            |            |
|  | Candidat independent SIMION BOTNARI           | 1          |            |            |            |            |            |            |            |            |            |            |
|  | Candidat independent SERGIU ȘARGU             | 1          |            |            |            |            |            |            |            |            |            |            |
|  | Partidul Comuniștilor din Republica Moldova   | 1          |            |            |            |            |            |            |            |            |            |            |
|  | Partidul Social Democrat European             | 1          |            |            |            |            |            |            |            |            |            |            |
|  | Partidul Național Liberal                     | 1          |            |            |            |            |            |            |            |            |            |            |

## Infrastructură
|                                             |  |                           |
| Gara Strășeni și calea ferată spre Chișinău |  | Calea ferată spre Ungheni |

Rețeaua de drumuri este de peste 90 km, dintre care 6 km drumuri naționale, 84 km drumuri locale, iar din totalul lor – 65 km cu acoperire rigidă. Serviciul de transport auto este efectuat de 3 companii de transport, precum și de persoane particulare.

### Transportul feroviar
În Strășeni activează o gară feroviară pe linia Chișinău-Ungheni, la care staționează trenurile pe rutele Chișinău–Iași Socola, Chișinău–Ungheni, Iași Socola-Chișinău, Ungheni-Chișinău.

## Social
Orașul Strășeni în prezent are o populație de 23 600 de locuitori, dintre care populația economic activă constituie circa 60% din numărul total. Cea mai mare parte a populației este ocupată în sfera neproductivă.  Orașul Strășeni este o localitate multinațională. Peste 77% din numărul total al populației o constituie moldovenii, urmați de ruși – 13,4% și ucraineni – 6,2%. Restul 2,8% din populație sunt reprezentați de bulgari, găgăuzi și alte naționalități.  Sistemul de învățământ de toate gradele din orașul Strășeni cuprinde circa 3300 de elevi, care își fac studiile în 1 școală de cultură generală și 3 licee. În oraș sunt 5 instituții preșcolare. Rețeaua de instituții medicale este formată dintr-un spital, centru al medicilor de familie, o stație de urgență, centru de medicină preventivă și 4 farmacii. În sistemul de ocrotire a sănătății activează 80 de medici și 163 personal medical mediu.

## Cultură

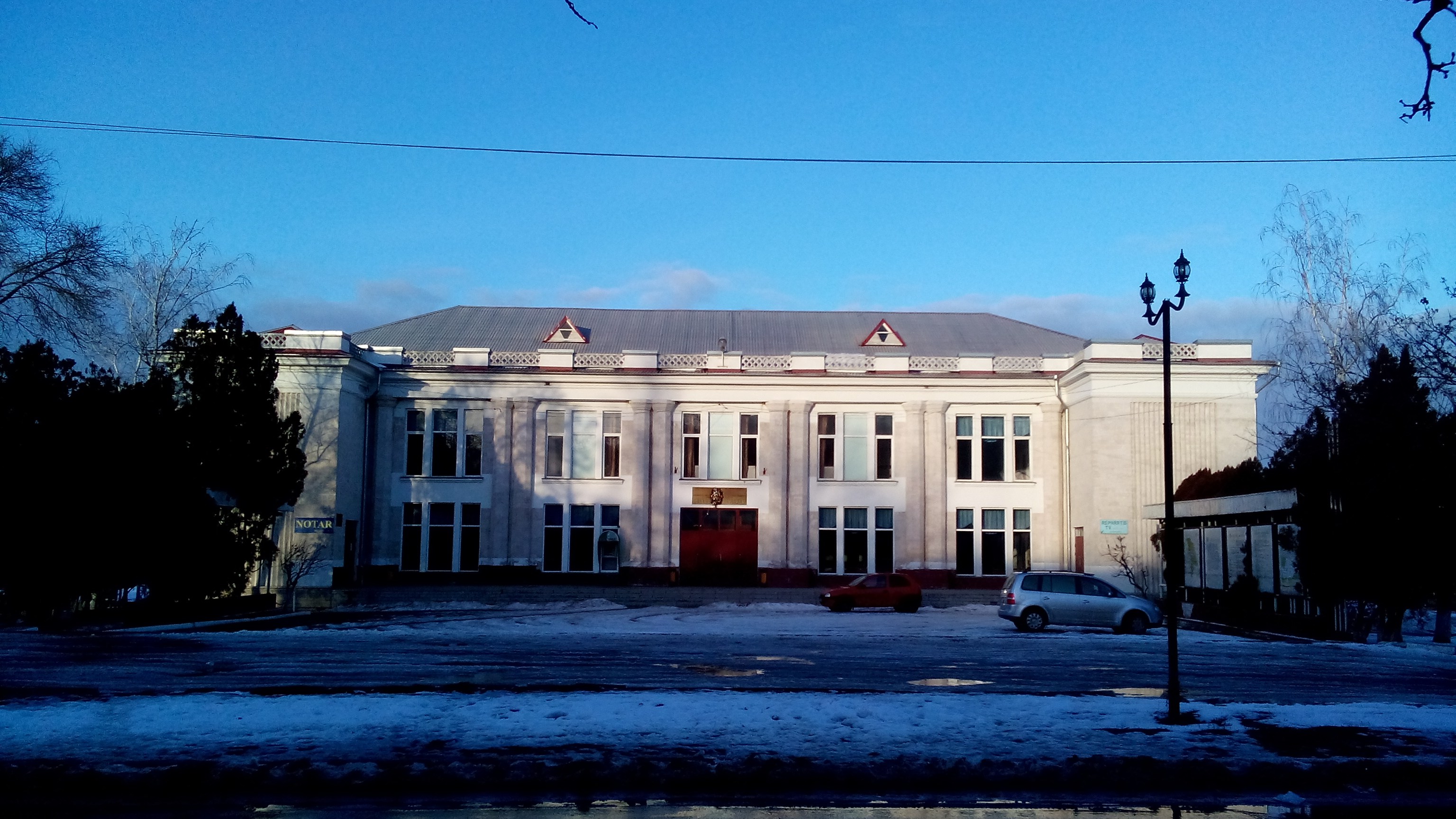
Casa de cultură

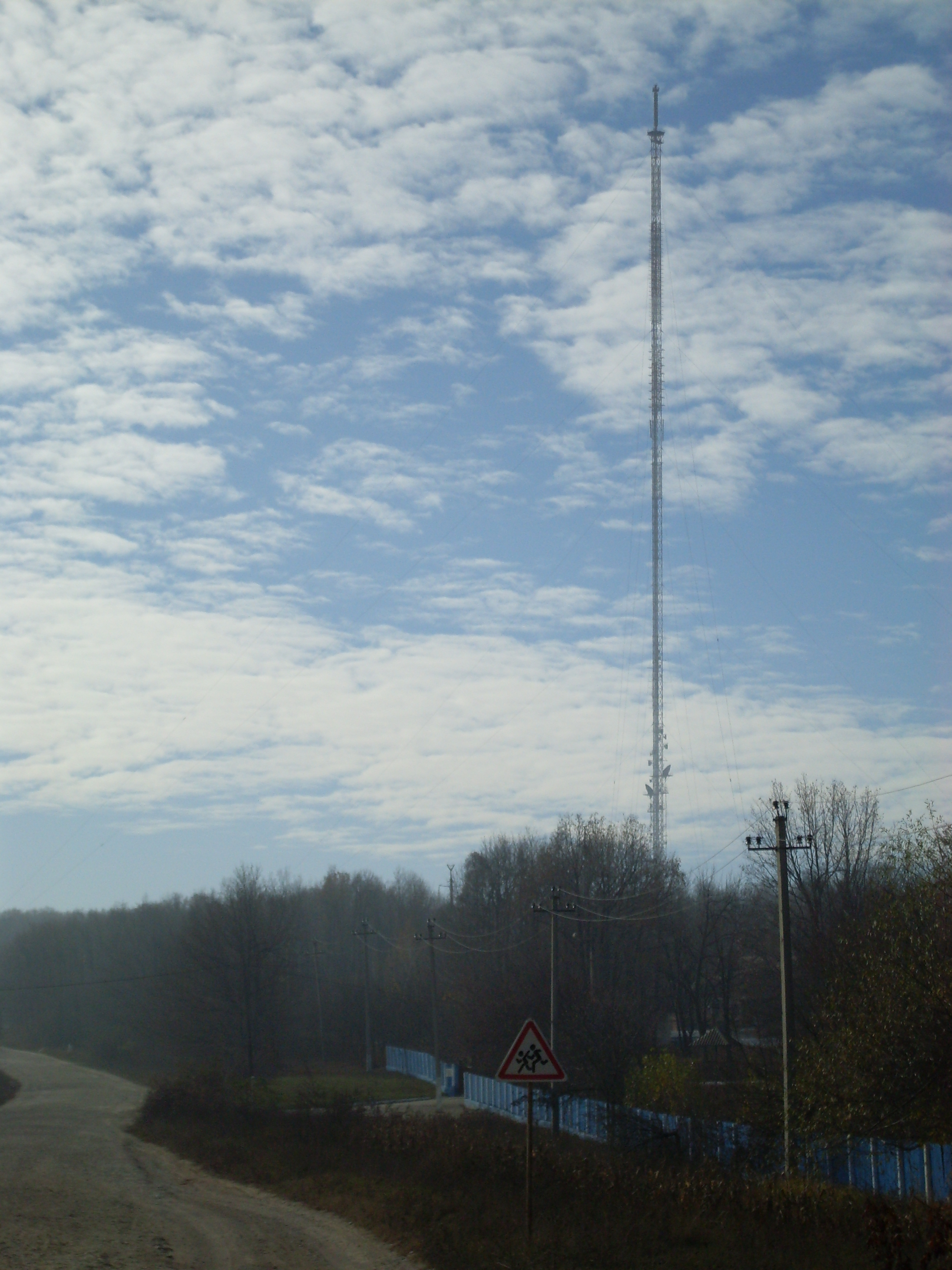
Antena TV de lângă Strășeni

Activitatea culturală se desfășoară în cele 2 biblioteci orășenești, Casa de Cultură și Școala de arte. Cele mai importante evenimente culturale sunt Festivalul Republican de Muzică și Poezie „Eminesciana”, Ziua orașului, etc. În Strășeni activează Orchestra de Muzică Populară „Cununa”, Ansamblul folcloric „Dumbrava verde”, Formația corală „Burebista”. Tot la vatra orășelului Strășeni este situată Biserica cu hramul Sfântului Ierarh Nicolae, făcător de minuni. Zonele de agrement sunt: lacul Ghidighici, 6 parcuri de cultură și odihnă, în apropiere sunt Codrii Moldovei, cu o floră și faună extrem de surprinzătoare și bogată, tot aici se află și legendarul stejar al lui Ștefan cel Mare cu o vârstă de peste 500 ani.din pacate este uscat...

## Personalități

### Născuți în Strășeni
- Polihronie Sîrcu (1855–1905), istoric, critic literar și lingvist țarist rus
- Valeriu Jereghi (n. 1948), regizor de film și scenarist
- Veaceslav Ioniță (n. 1973), politician, doctor în economie și conferențiar universitar
- Vasile Botnari (n. 1975), economist și om politic
- Sergiu Diaconu (n. 1978), fost fotbalist

## Legături externe
pl Straszeny în Dicționarul geografic al Regatului Poloniei și al altor țări slave, volum XI (Sochaczew — Szlubowska Wola) 1890